# Anton Figl (Politiker)
Anton Figl (* 20. Jänner 1895 in Wien; † 13. Jänner 1963 ebenda) war ein sozialdemokratischer Politiker (SPÖ).

## Leben
Anton Figl, der einer Arbeiterfamilie entstammte, hielt sich als junger Mann mit Gelegenheitsjobs finanziell über Wasser. So arbeitete er zunächst als Dachdecker, ab 1925 als Schaffner und zuletzt als Fahrer bei der Städtischen Straßenbahn.
Als 17-Jähriger trat Figl 1912 den Naturfreunden bei, engagierte sich ab 1913 in der Gewerkschaft und trat 1918 der Sozialdemokratischen Arbeiterpartei (SDAP) bei. Später war Figl aktives Mitglied des  Republikanischen Schutzbundes der österreichischen Sozialdemokratie. Als man ihn im Jänner 1934 verhaftete, weil er Flugblätter verteilte, wurde Figl aus seinem Dienst bei der Straßenbahn entlassen.
Unmittelbar nach dem Krieg wurde Figl von der SPÖ zum Bezirksvorsteher des Wiener Gemeindebezirks Hietzing gewählt. Vor dem „Anschluss“ Österreichs an Deutschland gehörte der spätere nördliche Nachbarbezirk Penzing zum 13. Bezirk, Hietzing. Als man sich nach 1945 entschloss, die von der NS-Verwaltung vorgenommene Teilung in zwei Bezirke beizubehalten, wurde Figl am 16. April 1946 zum Bezirksvorsteher des neuen 14. Bezirks, Penzing, gewählt. Er blieb dies bis zum 30. Juni 1962.
Er wurde auf dem Baumgartner Friedhof (Gruppe L4, Nummer 10) bestattet. Seit 1971 trägt der Gemeindebau Hütteldorfer Straße 170 und 174–176, Hernstorferstraße 22–32, Heinrich-Collin-Straße 17–25 und Gusenleithnergasse 27–35 mit 381 Wohnungen, erbaut 1956–1958, den Namen Anton-Figl-Hof.